# Direct Route Technology

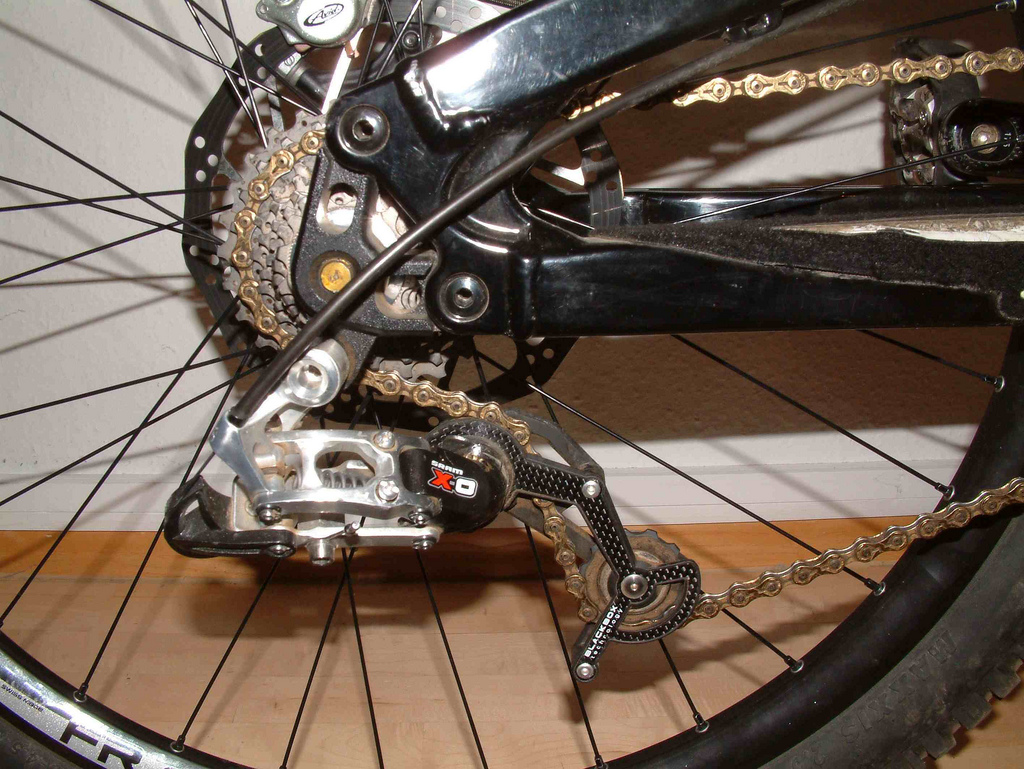
System Di.R.T. w przerzutkach firmy SRAM

Direct Route Technology (Di.R.T.) – konstrukcja przerzutki tylnej i związany z nią sposób prowadzenia linki do przerzutki. W systemie tym linka przebiega przez wystające z tyłu przerzutki ramię, przez co pancerz biegnący do przerzutki jest prosty, a nie wygięty w łuk. Dzięki temu przerzutka jest mniej podatna na zabrudzenie ostatniego odcinka pancerza. Di.R.T. został wprowadzony do świata rowerowego w 1996 roku przez niemiecki koncern Sachs przejęty rok później przez amerykańską firmę SRAM, która stosuje ten system w swoich przerzutkach.